# Obećana Zemlja
Obećana Zemlja je naziv za zemlju koju je, prema biblijskom izvještaju, Bog izabrao za svoj narod (Izraelce) i u kojoj se rodio, naučavao, umro i uskrsnuo Isus.

## Struktura Obećane Zemlje
Obećana Zemlja proteže se od Tel Dana na sjeveru do Beer Ševe na jugu. Dugačka je nešto manje od 230 kilometara. Postupno se izdiže od Sredozemlja do gotovo 1000 metara nadmorske visine i zatim strmo zaranja u veliku usjeklinu Jordanske doline. Ondje se zemljina površina raspukla i spustila da bi oblikovala brazdu koju se može pratiti na jug sve do Istočne Afrike. Na istok od Jordana i na sjever od Galileje planine se dižu gotovo do 2000 metara u Edomu, na istočnom pustinjskom rubu, i preko 3000 metara u Libanonu i planini Hermon na sjeveru. 

## Narodi Obećane Zemlje

### Kanaanci
Oko 1300-te godine prije Krista Kanaan je bio egipatska provincija koja je obuhvaćala Libanon, Siriju i područja koja su kasnije postala Izrael. Uz Kanaance i Amorejce još su neki narodi živjeli u toj zemlji. Izraz "Kanaanci" obuhvaćao je mješavinu naroda, a riječ "Kanaanac" na hebrejskom jeziku značila je "trgovac". Glavne luke na ovom području bile su Tir, Sidon, Bejrut i Biblos. Iz tih luka cedrovina i posude s uljem i vinom izvozile su se u Egipat, Staru Grčku i Kretu. Za uzvrat, u Egipat su stizali papir, luksuzni predmeti, grčka keramika i željezna rudača. Zbog geografskog položaja Kanaana kao mosta između Azije i Egipta i njegove trgovačke aktivnosti, narod je bio otvoren svakovrsnim kulturnim utjecajima. Kanaanski gradovi bili su opasani obrambenim zidinama napravljenim od zemlje i kamenja, da ih štite od razbojnika i zvjeradi. Izraelcima je bilo zabranjeno da se miješaju i žene s pripadnicama tih naroda.

### Filistejci
Kad je Izrael okupirao Obećanu Zemlju, osvojili su Središnje visočje i povremeno su pokušavali svoju vlast proširiti dolje do obale Sredozemlja. No to su područje naseljavali Filistejci. Premda je pod Davidom Izrael uspio steći vlast nad njima za neko vrijeme, mnogo češće u povijesti Izraela Filistejci su vršili pritisak iz svojih pet gradova na obalnom području na Izraelce u brdima. Filistejci su živjeli jugozapadno od Izraela i nadzirali obalnu cestu koja je vodila iz Egipta.

## Kanaanska religija
Bog je Izraelu na brdu Sinaj zapovjedio da ne smije imati drugih bogova osim njega. Kad su Izraelci zaposjeli Kanaan, morali su izbjegavati svaki dodir s kanaanskom religijom. No i među Izraelcima bilo je prisutno štovanje boga Baala. Kasnije je u Obećanoj Zemlji Baal postao ozbiljan protivnik njihovom bogu. Kad je kralj Ahab postao kralj Izraela, sjevernog kraljevstva, Baal je skoro istisnuo Izraelovog Boga.
Kanaanski su bogovi i božice bili utjelovljene prirodne sile. Neka istaknuta božanstva njihove religije bili su: Hadad, bog nevremena, Anate, božica ljubavi i rata, Ašera, božica majka i božica mora, Šamaš, bog sunca te Rešef, gospodar rata i podzemlja. Neki kanaanski izvori opisuju bogove i božice kao okrutne i krvoločne, koji uživaju u međusobnoj borbi, bludnosti i raskalašenosti.

## Progon Židova
Izgnanstvo Židova počelo je 597. godine prije Krista kad su Babilonci odveli dio naroda u Babilon. Deset godina kasnije potpuno su uništili Jeruzalem pa je kraljevstvo Juda prestalo postojati. Narod je (prema Bibliji) upozoren da će se to dogoditi. Čak i prije nego što je narod ušao u Kanaan, Mojsije im je rekao da će, ako ne budu pokorni Bogu i ne drže se njegovih zakona, izgubiti zemlju i slobodu.